# Park Zdrojowy w Krynicy-Zdroju
Park Zdrojowy w Krynicy-Zdroju – zabytkowy park zdrojowy w Krynicy-Zdroju, położony na Górze Parkowej, kształtowany od 1810. Jest jedynym w Polsce parkiem, w którym nie ma powierzchni płaskich.

## Obiekty na terenie parku
- 4 stawy osuwiskowe, zwane „Czaplimi Stawami”, największy to „Staw Łabędzi”[3]
- Altany z XIX w.: „Wanda” i „Marzenie”
- Statua Najświętszej Maryi Panny wzniesiona w 1864, projektantem był Artur Grottger
- Ławka Kraszewskiego – odsłonięta 1 sierpnia 1881 z okazji 50-lecia twórczości, a także upamiętnienia pobytu. Pomnik projektował Wojciech Gerson[2]
- Michasiowa Polana ze źródełkiem „Bocianówka”
- Kolej linowo-terenowa otwarta w 1937, pierwsza tego typu w Polsce[2].

## Flora i fauna
Liczne gatunki pochodzenia obcego, np. daglezja zielona, jodła kaukaska, żywotnik olbrzymi, kryptomeria japońska, sosna wejmutka

## Galeria

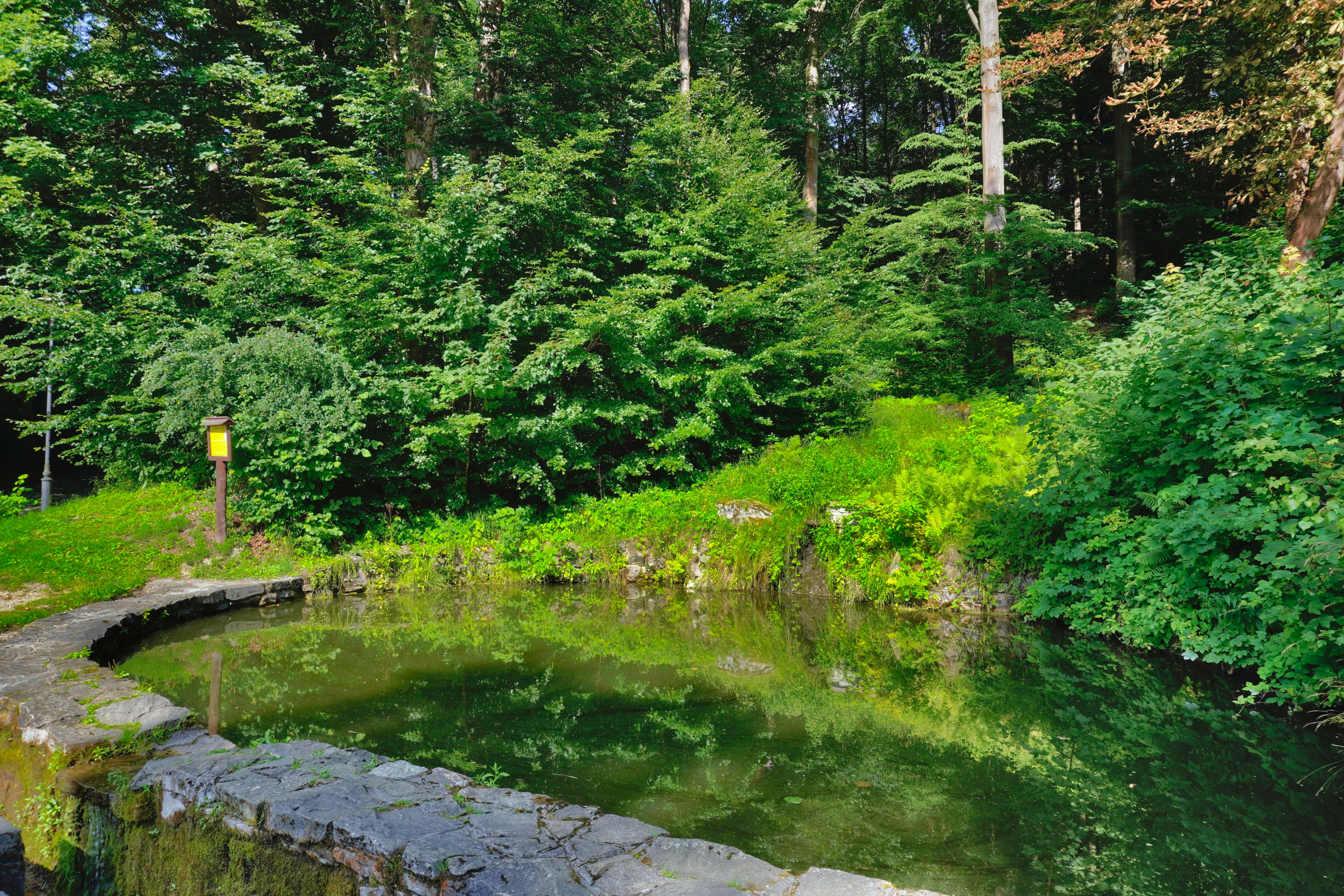
Czapli Staw
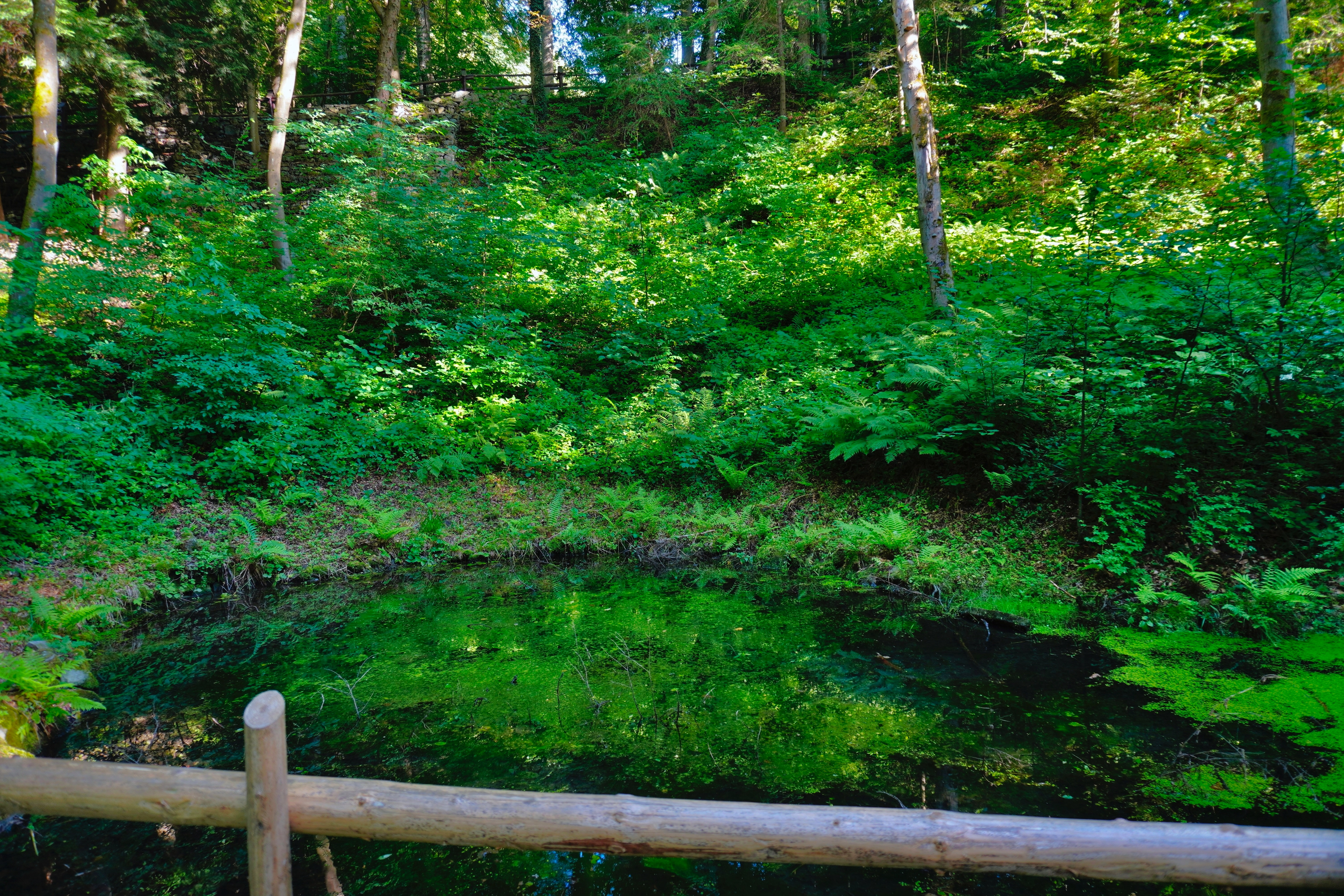
Czarny Staw
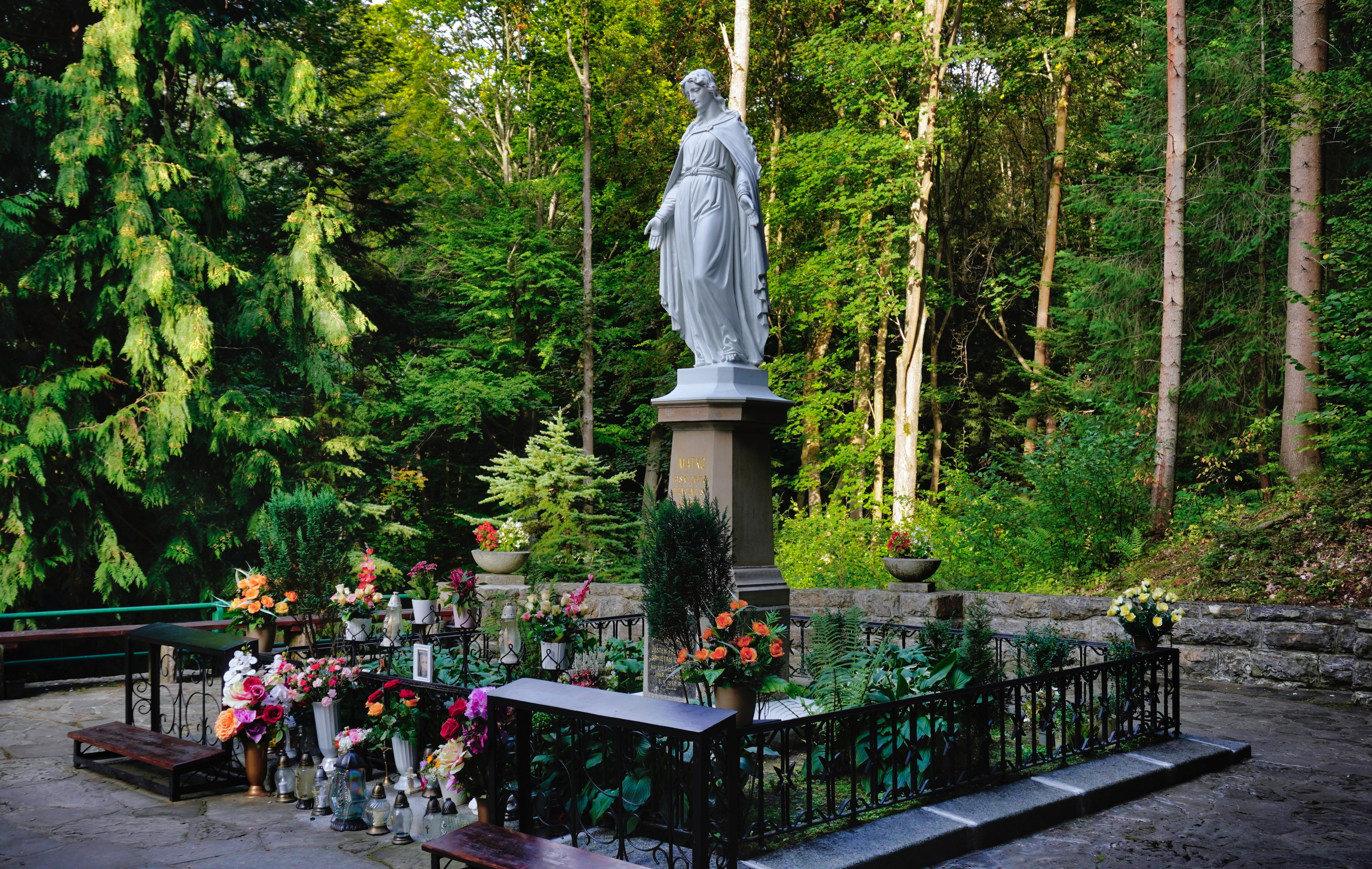
Sanktuarium Matki Bożej Królowej Krynickich Zdrojów
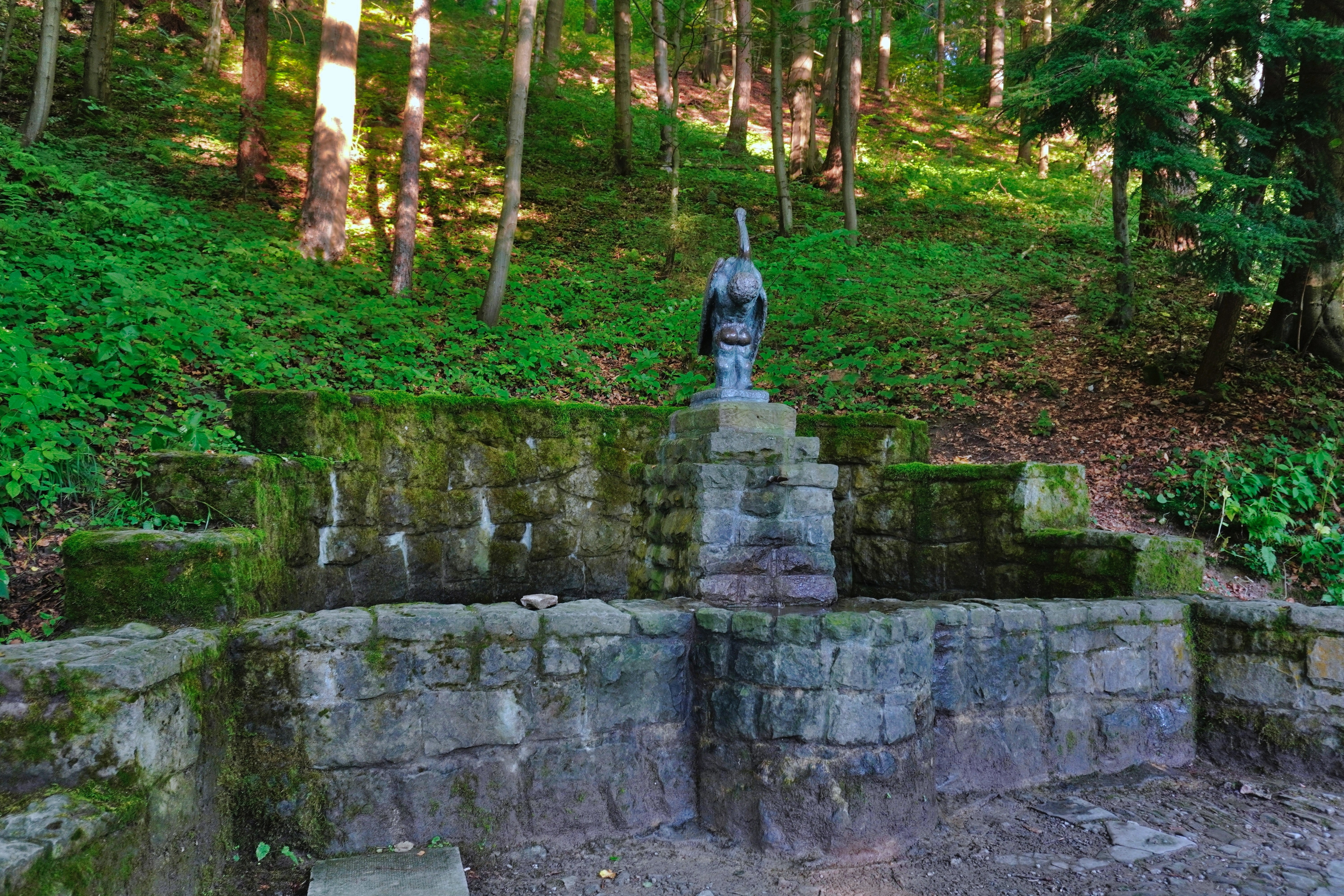
Źródło Bocianówka
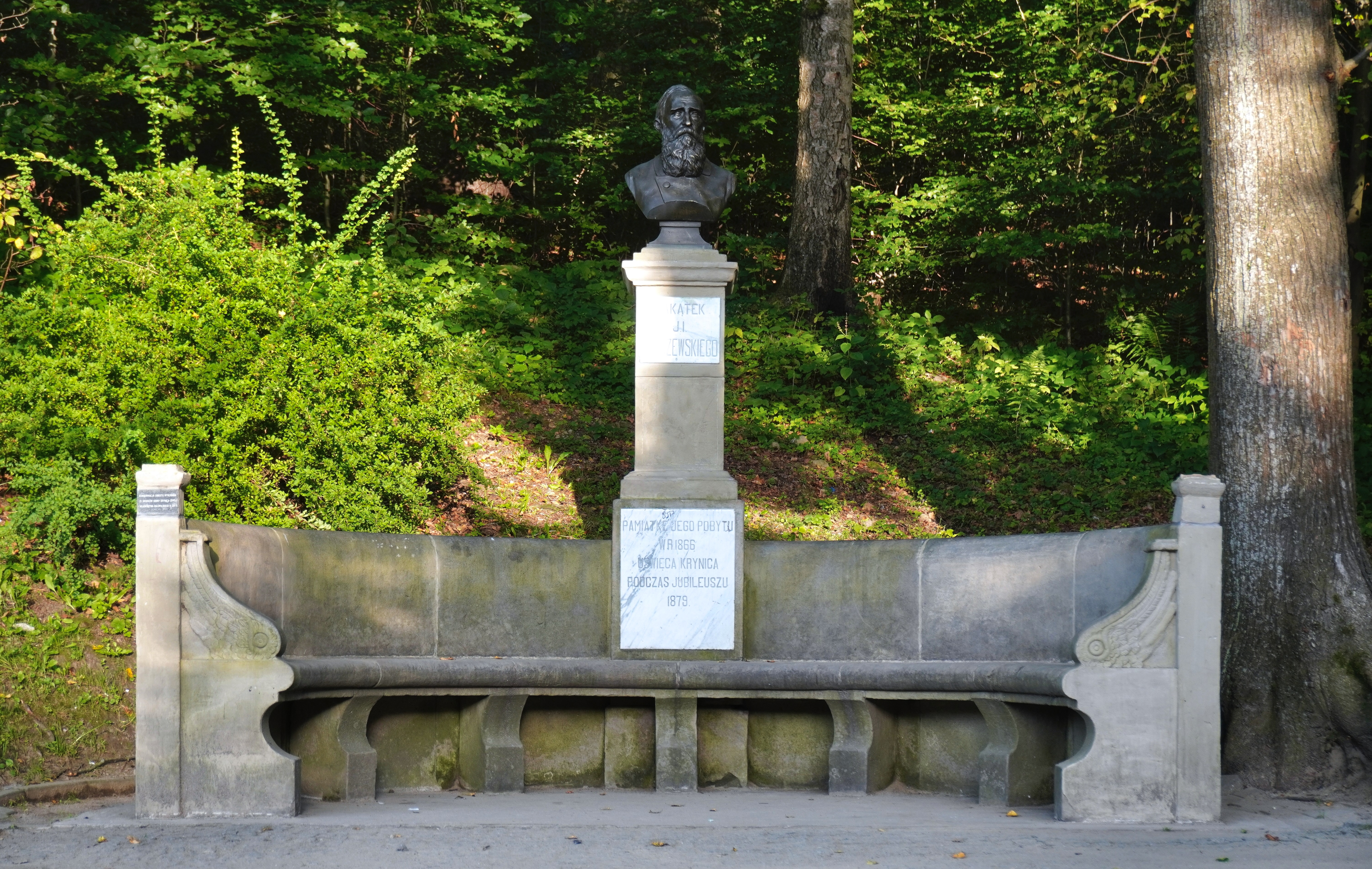
Ławka Kraszewskiego
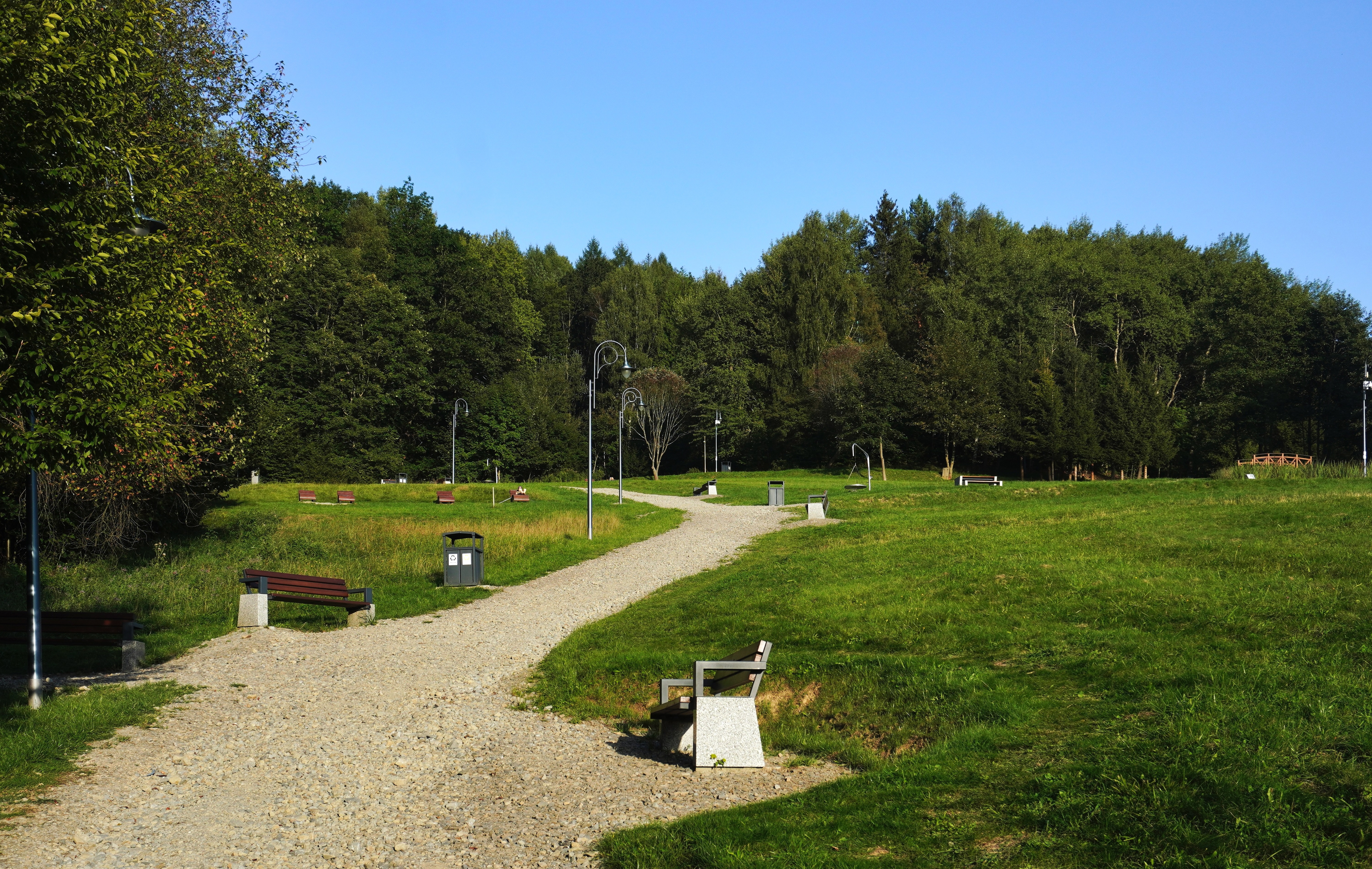
Ogród Żywiołów
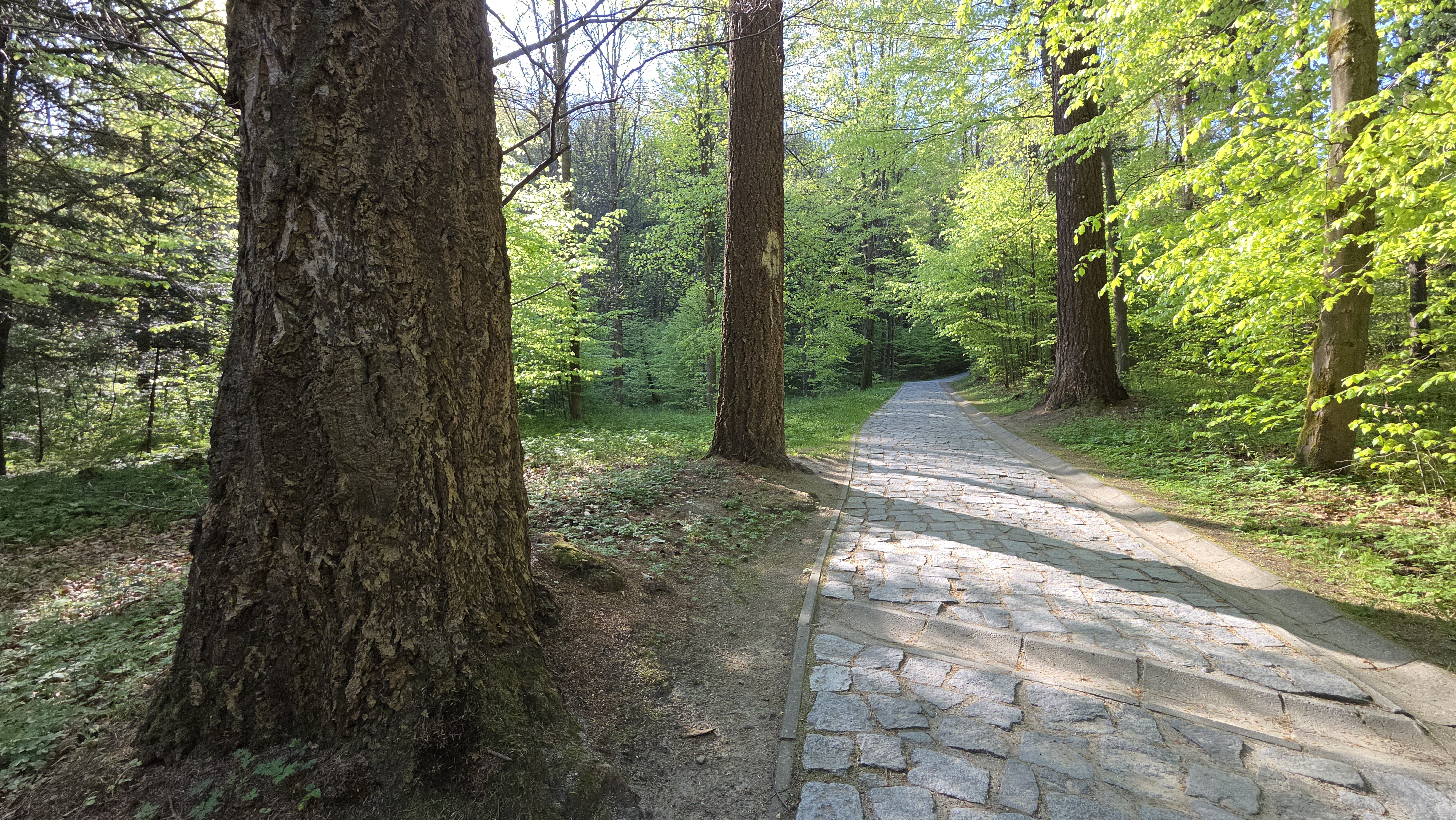
Daglezje zielone
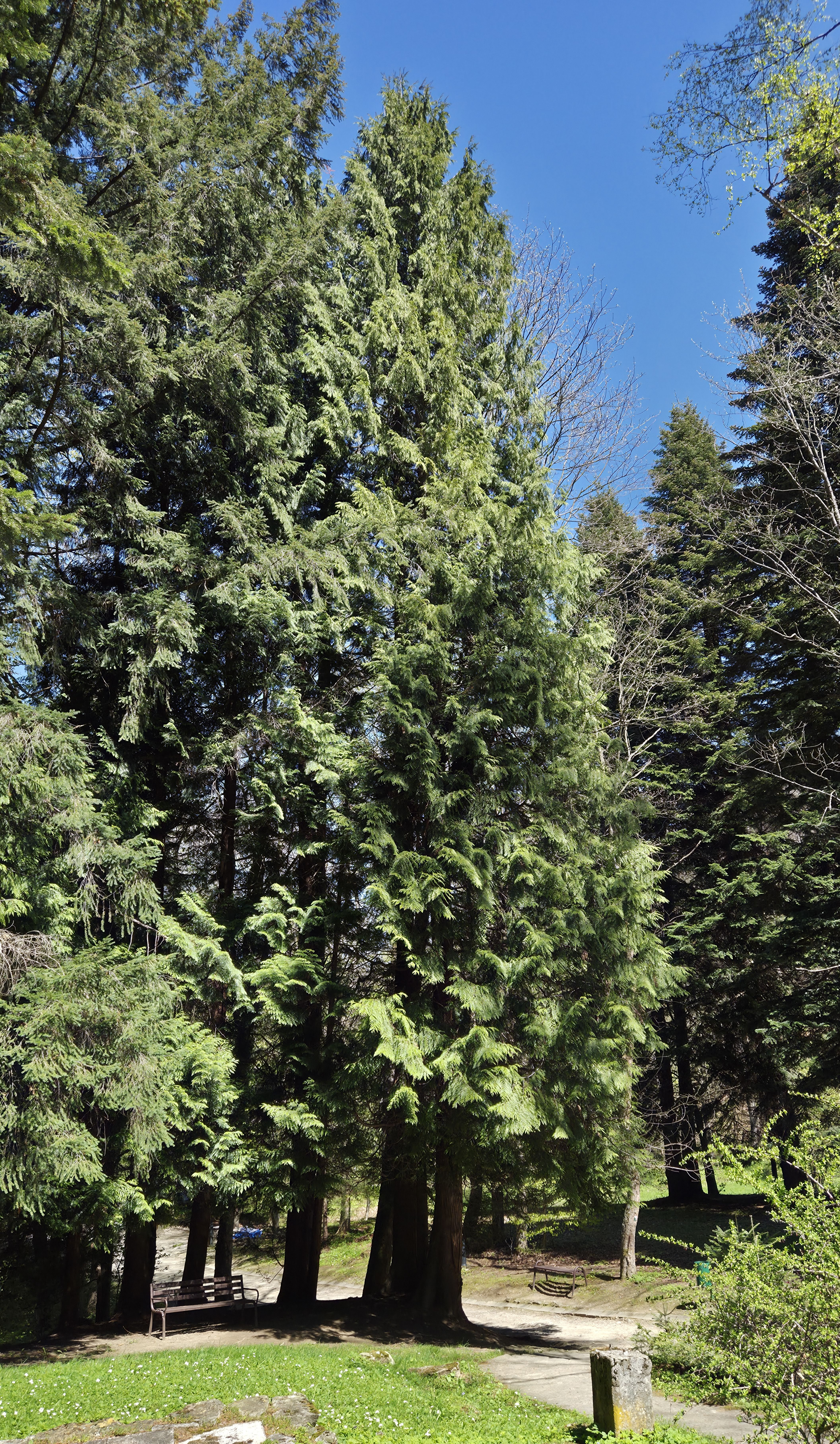
Żywotnik olbrzymi
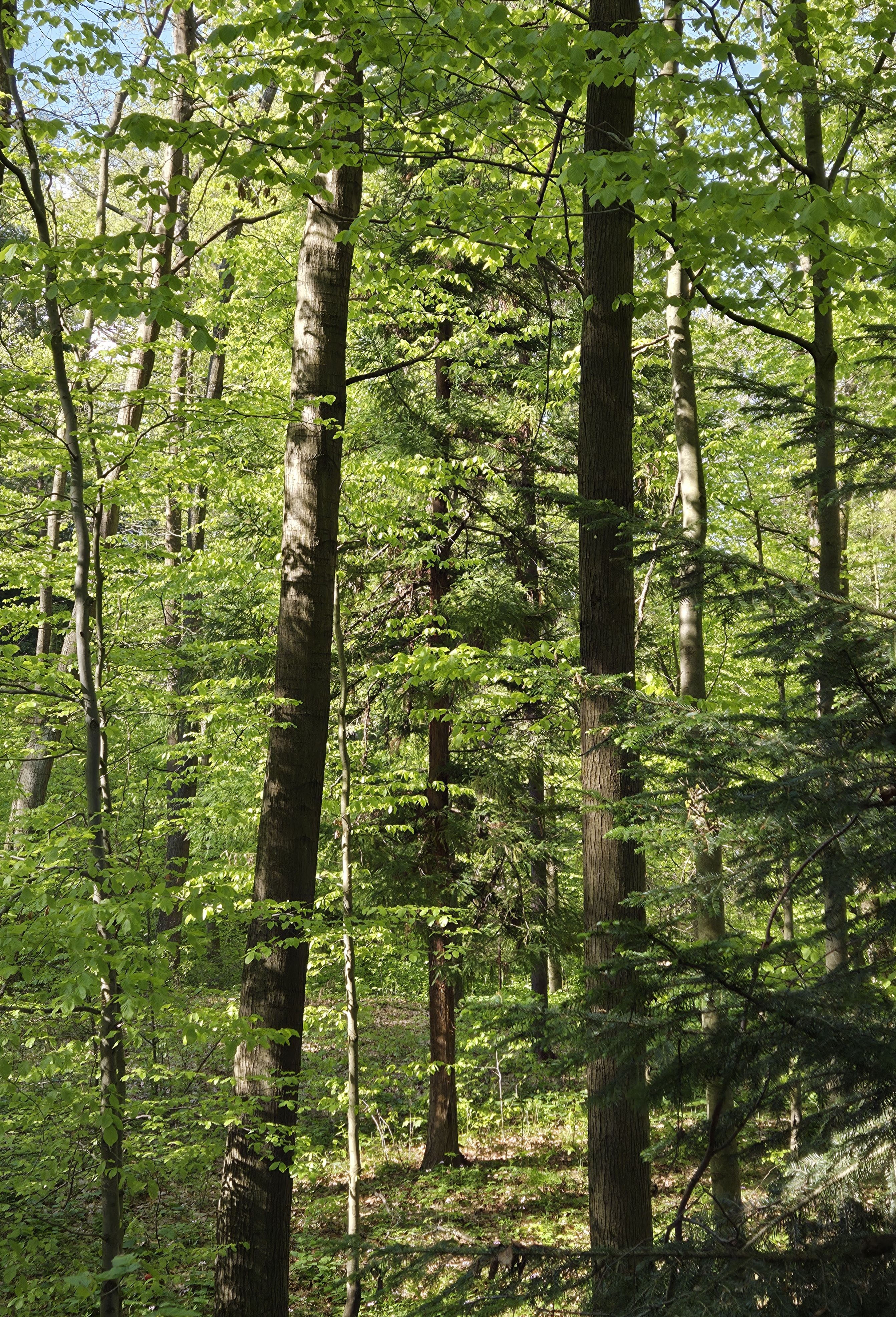
Jedna z najstarszych w Polsce kryptomerii japońskich rośnie w pobliżu Stawu Łabędziego

## Szlaki turystyczne
Przez park przebiegają następujące szlaki turystyczne:
- : Banica, Przehyba
- : Leluchów, Żegiestów
- : dokoła Krynicy